# Ochthebius anatolicus
Ochthebius anatolicus är en skalbaggsart som först beskrevs av Emile Janssens 1963.  Ochthebius anatolicus ingår i släktet Ochthebius och familjen vattenbrynsbaggar. Inga underarter finns listade i Catalogue of Life.